# Езикова гимназия „Пейо Яворов“
Езикова Гимназия „Пейо Яворов“ е специализирана гимназия за изучаване на чужди езици в град Силистра.
В езиковата гимназия влизат ученици чрез положени изпити след 7 клас. Училището поддържа 6 езикови паралелки, от които 2 изучаващи английски език, 2 с немски и 1 с руски език. Гимназията има собствено радио, по което се съобщават важните и актуалните новини. Също така се издава и собствен вестник – „Елит“ и собствено списание, издавано всяка година, в което се публикуват творби като есета, стихотворения и др. на различни езици.